# Terminalia rostrata
Terminalia rostrata är en tvåhjärtbladig växtart som beskrevs av Francis Raymond Fosberg och Falanruw. Terminalia rostrata ingår i släktet Terminalia och familjen Combretaceae. Inga underarter finns listade i Catalogue of Life.